# Вянглі
Вянглі або Ванк (азерб. Vəngli, вірм. Վանք, Vanq) — село у Кельбаджарському районі Азербайджану. Село розташоване на лівому березі річки Хаченагет за 40 км на північний захід від Степанакерта/Ханкенді, за 55 км на південний захід від Мартакерта/Агдере та за 10 км на захід від траси «Північ-Південь», з якою з'єднана високоякісною дорогою.

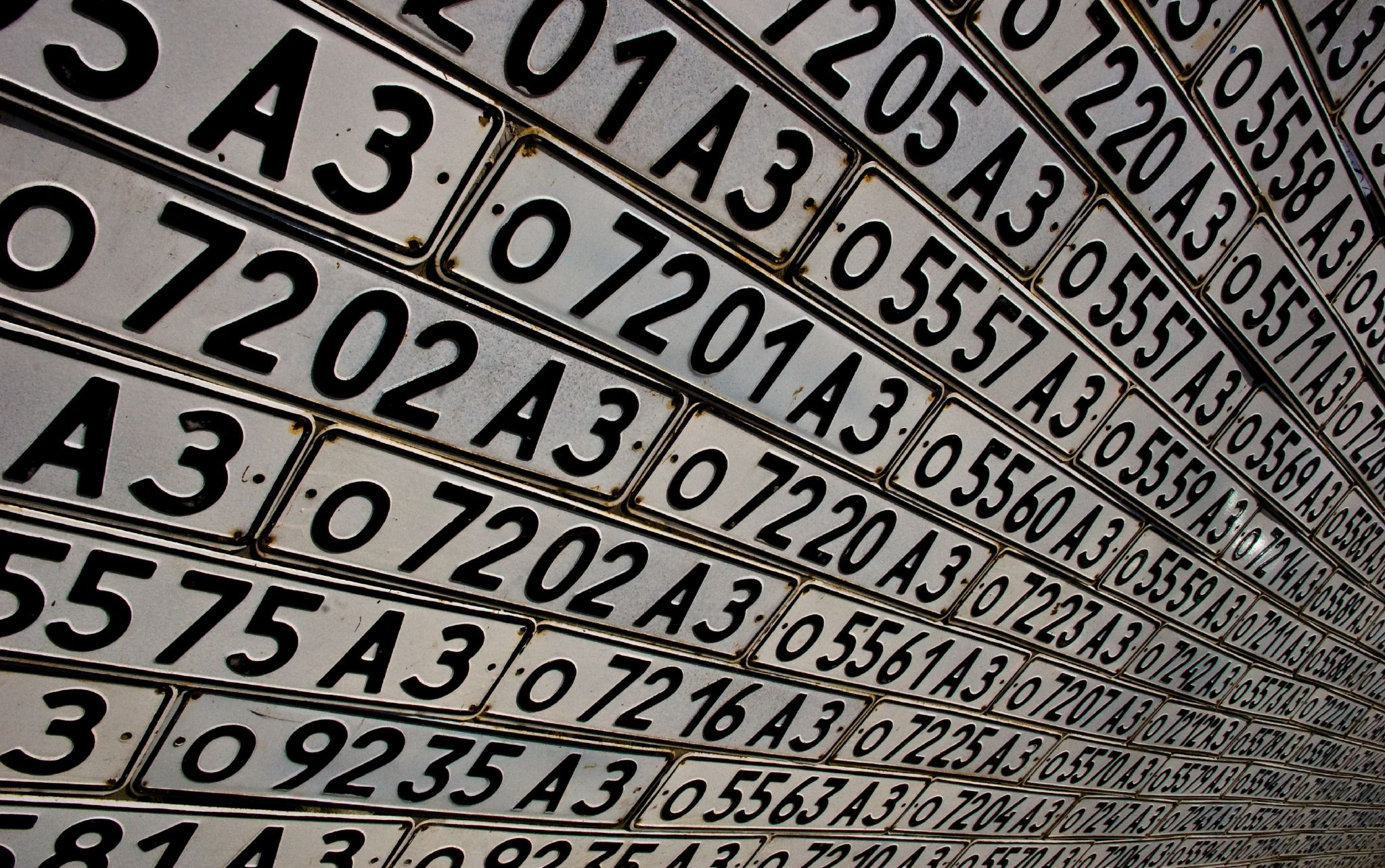
Паркан з сотень автомобільних номерів Азербайджанської РСР, що огороджує територію колишнього співробітника ДАІ (2007 рік)

Населення села становить 1 284 осіб, в основному вірмени. Поруч із селом розташований чинний монастир Арцаської єпархії Вірменської апостольської церкви Гандзасар, який є найвідомішим серед туристів монастирем в Арцасі.
У селі є деревообробний завод, два готелі, зона відпочинку. У селі будується велике водосховище.

## Карабаський конфлікт
Ванк входив в лінію оборони Ванк — Вахуас. Був створений загін самооборони села, який показав себе з найкращого боку під час конфлікту. Жінки села працювали під обстрілом у пекарні, де пекли хліб і лаваш.

## Освіта
У селі збудований сучасний дитячий садочок, загальноосвітня школа та школа мистецтв.

## Пам'ятки
- Монастир Гандзасар
- Готель «Еклектика»
- Готель «Цовен Кар»
- Ресторан «Ван Гог»
- Хоханаберд (фортеця)
- Качагакаберд (фортеця)
- Стіна з азербайджанських номерів
- Гора — Лев
- Палац Гасана-Джалала Дола

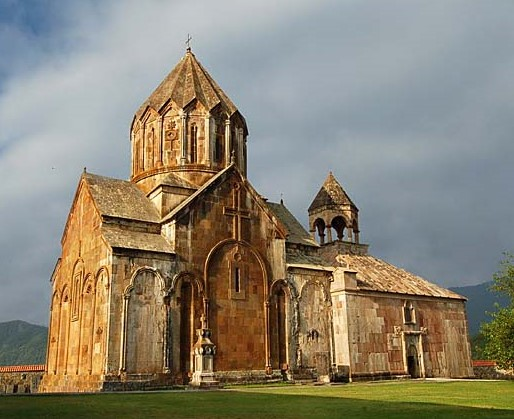
Монастир Гандзасар

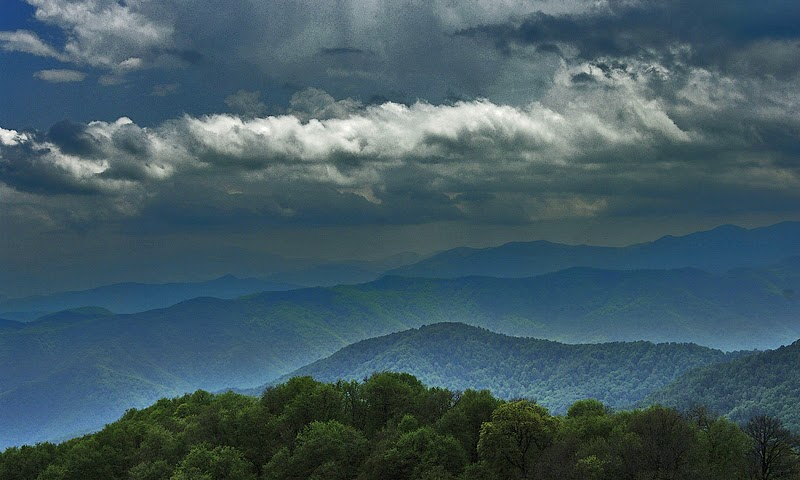
Вид з фортеці Качагакаберд

- Стайня з можливістю кінних прогулянок
- Будується іподром
- Працює нічний дискобар
- Численні скульптури та пам'ятники
- Ванкське озеро
- Літній кінотеатр
- Зоопарк

## Економіка
Економіка села була повністю зруйнована під час Карабаського конфлікту, однак в післявоєнний період уродженець села Левон Айрапетян взявся за її відновлення. В селі була побудована нова дорога до монастиря Гандзасар, монастир був відреставрований, була побудована сучасна школа з басейном, футбольним полем, інтернет-класом, з новітнім обладнанням, був побудований великий триповерховий дитячий садочок, завод з виробництва паркету, готель «Еклектика», відреставрований готель «Цовен Кар», була створена стайня з кінними прогулянками, ресторан «Ван Гог», кілька кафе, було споруджено безліч пам'ятників, скульптр, також біля села з'явилося власне радіо «Радіо Ванк».

## Цікаві факти
- У 2010 році італійський співак Аль Бано відвідав село Ванк на запрошення підприємця і благодійника Левона Айрапетяна, де дав концерт, а потім побував в монастирському комплексі Гандзасар[6].
- Щорічно в Ванці проводяться віслючі перегони, що стали веселою традицією ванкців. Захід проводиться завдяки меценату Левону Айрапетяну, призовий фонд 2 000 доларів США. Захід часто відвідують високопоставлені особи. Співак Аль Бано приїжджав саме на віслючі перегони, заспівавши після шоу[7].